# Ursula Bellugi
Pour les articles homonymes, voir Bellugi.
Ursula Bellugi (née le 21 février 1931 à Iéna en Allemagne et morte le 17 avril 2022 à La Jolla en Californie) est professeure et directrice du Laboratoire de neurosciences cognitives du Salk Institute de La Jolla, en Californie. Elle est également professeure associée à l'Université de Californie à San Diego, à l'Université d'État de San Diego et au Sloan Center for Theoretical Neurobiology. 

## Éducation et carrière
Ursula Bellugi obtient un BA du Antioch College en 1952 et un doctorat en éducation de l'Université Harvard en 1967. Depuis lors, elle occupe des postes de professeure en  titularisation conditionnelle au Salk Institute (à partir de 1970) et de professeure associée à l'Université de Californie à San Diego (à partir de 1977) et à l'Université d'État de San Diego (à partir de 1995). 
Elle mène des recherches sur les bases biologiques du langage. Plus précisément, elle étudie de manière approfondie les bases neurologiques de la langue des signes américaine. Son travail permet de découvrir que l'hémisphère gauche du cerveau humain se spécialise dans le langage, qu'il soit parlé ou signé, démonstration de la plasticité neuronale,,,. 
Elle étudie également les capacités langagières des personnes atteintes du syndrome de Williams, un trouble génétique qui laisse le langage, la reconnaissance faciale et les compétences sociales remarquablement bien préservés, malgré une grave insuffisance dans d'autres aptitudes cognitives. La recherche de la base biologique sous-jacente à ce trouble offre une occasion de comprendre comment la structure et la fonction cérébrales sont liées aux capacités cognitives,,,,.  
Elle est élue à l'Académie nationale des sciences en 2007. 

## Publications

### Ouvrages
- (en) Klima, ES et Bellugi, U., The Signs of Language, Cambridge, MA, Harvard University Press, 1979
- (en) Bellugi, U., et Studdert-Kennedy, M., Signed and Spoken Language : Biological Constraints on Linguistic Form, Weinheim / Deerfield Beach, FL, Verlag Chemie, 1980